# Paralampona aurumagua
Espèce
Paralampona aurumagua est une espèce d'araignées aranéomorphes de la famille des Lamponidae.

## Distribution
Cette espèce est endémique du Queensland en Australie. Elle se rencontre vers Brookfield, Frenchville et Mount Coot-tha.

## Description
La femelle holotype mesure 2,3 mm et le mâle paratype 1,5 mm.

## Publication originale
- Platnick, 2000 : A relimitation and revision of the Australasian ground spider family Lamponidae (Araneae: Gnaphosoidea). Bulletin of the American Museum of Natural History, no 245, p. 1-330 (texte intégral).